# Betegh Lajos
Csíktusnádi Betegh Lajos (Csíkszentimre, 1873 – Kisszentimre, 1913. június 15.) magyar bakteriológus, a Fiume városában található kormányzóság és tengerészeti hatóság állattenyésztési felügyelője.

## Életútja
Erdélyi nemes család sarja. Különböző tudományos folyóiratokban közölték a tuberkulózisról és a baromfik fertőző betegségeiről szóló értekezéseit. Kutatási területei az állatorvosi bakteriológiával, a gümőkór kóroktana, a gümőbaktérium-típusok és a saválló baktériumok összehasonlító vizsgálata voltak. Új, biológiai alapú elméletet állított fel a tuberkulózis keletkezésére, valamint nemzetközileg is kiemelkedő eredményeket ért el az ún. sarkosporidiumok, a filtrálható vírusok valamint a piropalmózis jelenség vizsgálata terén. 1907-ben elsőként javasolta a halászat főiskolai szakoktatási ággá való fejlesztését az Állatorvosi Főiskolán belül. Halála előtt nem sokkal invitálták a montevideói egyetemre, hogy ott professzorként dolgozzon, de az ajánlatot visszautasította. 
Publikációi megjelentek A Természetben (1898–1904), a Köztelekben (1898–1912), a Halászatban (1899–1912), a Gazdasági Lapokban (1900–1906), a Mezőgazdasági Szemlében (1912), a Világban (1912), és a Zentralblatt für Bakteriologie c. lapban (1908–1911).

## Fontosabb művei
- A tuberculosis elleni harc az újabb tudományos kutatások alapján. (Kolozsvár, 1907)
- Halászati szakoktatás. (Halászat, 1907)
- Jelentés a m. kir. földmívelésügyi miniszterhez az 1908., az 1909. és az 1910. évi tudományos munkálkodásról. (Fiume, 1909–1911)
- Útmutatás a halakban élősködő és betegséget okozó parányi szervezetek tanulmányozásához. (Állatorvosi Lapok, 1911 és Halászat, 1911)
- A pisztrángivadék szikhólyagvízkórja. (Halászat, 1912)
- A baromfiak fertőző betegségei. (Budapest, 1913).